# Nicklas Utgren
Nicklas Utgren (* 12. Januar 1969 in Vänersborg) ist ein ehemaliger schwedischer Tennisspieler.

## Leben
Utgren erreichte 1986 das Halbfinale des Juniorenturniers der French Open, unter anderem durch einen Sieg über Javier Sánchez. Im darauf folgenden Jahr scheiterte er im Viertelfinale an Guillermo Pérez Roldán. Beim Juniorenturnier der US Open stand er 1987 im Achtelfinale, wo er Pete Sampras unterlag. Die International Tennis Federation führte ihn in diesem Jahr auf Position 8 der Junioren-Rangliste.
1989 wurde Utgen Tennisprofi, konnte jedoch auf der ATP Tour seine Juniorenerfolge im Einzel nie bestätigen. Sein bestes Einzelresultat seiner Karriere war die Finalteilnahme beim ATP-Challenger-Turnier in Wien 1989, dort unterlag er Omar Camporese in drei Sätzen. Im Doppel war er deutlich erfolgreicher. Mit seinem Landsmann Per Henricsson konnte er das Turnier im heimischen Båstad für sich entscheiden. Weitere Erfolge waren die Finalteilnahme beim ATP-Turnier in ATP Nizza 1991 zusammen mit Vojtěch Flégl, sowie 1990 beim Internationalen Weissenhofturnier in Stuttgart, welches zu dieser Zeit Teil der ATP International Series Gold-Serie war. Utgren und Henricsson unterlagen den Südafrikanern Pieter Aldrich und Danie Visser in zwei Sätzen. Durch diesen Finaleinzug erreichte Utgren mit Position 55 seine höchste Notierung in der Doppel-Tennisweltrangliste. Im Einzel wurde er 1989 auf Position 138 geführt.
Aufgrund seiner niedrigen Weltranglistenposition war Utgren im Einzel nie direkt für ein Grand-Slam-Turnier qualifiziert. Er versuchte sich mehrfach in der Qualifikation, konnte jedoch nie ins Hauptfeld einziehen. In der Doppelkonkurrenz erreichte er 1990 an der Seite von Per Henricsson das Achtelfinale der Australian Open.

## Erfolge
| Legende                       |
| Grand Slam                    |
| Tennis Masters Cup            |
| ATP Masters Series            |
| ATP International Series Gold |
| ATP International Series (1)  |
| ATP Challenger Tour (7)       |

### Doppel

#### Turniersiege

##### ATP Tour
| Nr. | Datum          | Turnier | Belag | Partner        | Finalgegner               | Ergebnis |
| --- | -------------- | ------- | ----- | -------------- | ------------------------- | -------- |
| 1.  | 6. August 1989 | Båstad  | Sand  | Per Henricsson | Josef Čihák Karel Nováček | 7:5, 6:2 |

##### Challenger Tour
| Nr. | Datum             | Turnier | Belag     | Partner        | Finalgegner                         | Ergebnis      |
| --- | ----------------- | ------- | --------- | -------------- | ----------------------------------- | ------------- |
| 1.  | 15. August 1988   | Ostende | Sand      | Per Henricsson | Joakim Berner Tomas Nydahl          | 6:1, 7:5      |
| 2.  | 20. Februar 1989  | Wien    | Teppich   | Peter Nyborg   | Ģirts Dzelde Goran Prpić            | 6:4, 6:4      |
| 3.  | 17. Juli 1989     | Hanko   | Sand      | Per Henricsson | Torben Theine Srinivasan Vasudevan  | 7:5, 6:7, 6:4 |
| 4.  | 3. August 1992    | Pescara | Sand      | Massimo Cierro | Mark Knowles Roger Smith            | 6:4, 6:4      |
| 5.  | 7. September 1992 | Azoren  | Hartplatz | Henrik Holm    | Donny Isaak Peter Nyborg            | 7:6, 7:6      |
| 6.  | 12. Juli 1993     | Tampere | Sand      | David Engel    | Saša Hiršzon Christian Ruud         | 6:4, 7:5      |
| 7.  | 16. August 1993   | Genf    | Sand      | Jan Apell      | Claudio Mezzadri Christian Miniussi | 6:4, 6:2      |

#### Finalteilnahmen
| Nr. | Datum          | Turnier   | Belag | Partner        | Finalgegner                 | Ergebnis      |
| --- | -------------- | --------- | ----- | -------------- | --------------------------- | ------------- |
| 1.  | 16. Juli 1990  | Stuttgart | Sand  | Per Henricsson | Pieter Aldrich Danie Visser | 3:6, 4:6      |
| 2.  | 15. April 1991 | Nizza     | Sand  | Vojtěch Flégl  | Rikard Bergh Jan Gunnarsson | 4:6, 6:4, 3:6 |